# Bishopton (Renfrewshire)
Bishopton (Schots-Gaelisch: Baile an Easbaig) is een dorp in de Schotse council Renfrewshire in het historisch graafschap Renfrewshire ten westen van Erskine en had in 2020 een populatie van ongeveer 8000. Het dorp ligt niet ver ten zuiden van de Clyde, bij de plek waar de Erskine Bridge de rivier overspant. 
Bishopton wordt bediend door een station op de Inverclyde Line, dat geopend werd in 1841. De plaats ligt aan de M8 en de A8 naar Glasgow en Greenock.